# حنا مخملباف
حنا مخملباف (زاده ۱۲ شهریور ۱۳۶۷ در تهران) کارگردان ایرانی است. او خواهر کوچکتر سمیرا و میثم مخملباف و کوچترین فرزند محسن مخملباف کارگردان و مدرس سینما است.

## حرفه
حنا مخملباف در سن ۷ سالگی با بازی در فیلم نون و گلدون ساخته پدرش نخستین حضور خود در سینما را تجربه کرد. پس از آن در فیلم‌های ساخته اعضای خانواده‌اش، به عکاسی، منشی‌گری صحنه و دستیاری کارگردان پرداخت. او در سن ۸ سالگی فیلم کوتاه روزی که خاله‌ام مریض بود را کارگردانی کرد و در با این فیلم در جشنواره فیلم لوکارنو حضور یافت. در ۱۴ سالگی با ساخت فیلم مستند لذت دیوانگی موفق به کسب سه جایزه از جشنواره فیلم ونیز شد. مخملباف سرانجام در ۱۸ سالگی نخستین فیلم بلندش را با نام بودا از شرم فرو ریخت کارگردانی کرد. این فیلم برندهٔ چندین جایزه در جشنواره‌های بین‌المللی فیلم مانند سن سباستین و برلین شد.
وی همچنین بخاطر فیلم روزهای سبز به خاطر بیان هنری و شجاعانه وقایع سیاسی اجتماعی ایران معاصر جایزه تندیس شجاعت را از فستیوال ونیز درتاریخ ۱۱ سپتامبر ۲۰۰۹ دریافت کرد.
حنا مخملباف در هنگام دریافت جایزه گفت: "من این جایزه را تقدیم می‌کنم به مردم شجاع ایران که در پی آزادی به خیابان‌ها آمدند؛ و همین‌طور خاکسارانه آن را تقدیم می‌کنم به نداها و سهراب‌ها و همه کسانی که در پی آزادی کشته شدند و ما موظفیم که پیام خون آن‌ها را به دنیا برسانیم.
نسل جوان امروز ایران که اکثریت جامعه ایران را تشکیل می‌دهند دیگر از این استبداد پیر خسته شده‌اند و به پا خاسته‌اند تا یک زندگی انسانی و نو را آغاز کنند."
این جایزه توسط «جان ویتوریو بالدی» تهیه‌کننده فیلم‌های کارگردان‌هایی چون «پازولینی، گدار» به حنا مخملباف اهدا شد.

## فیلم‌شناسی

### کارگردان

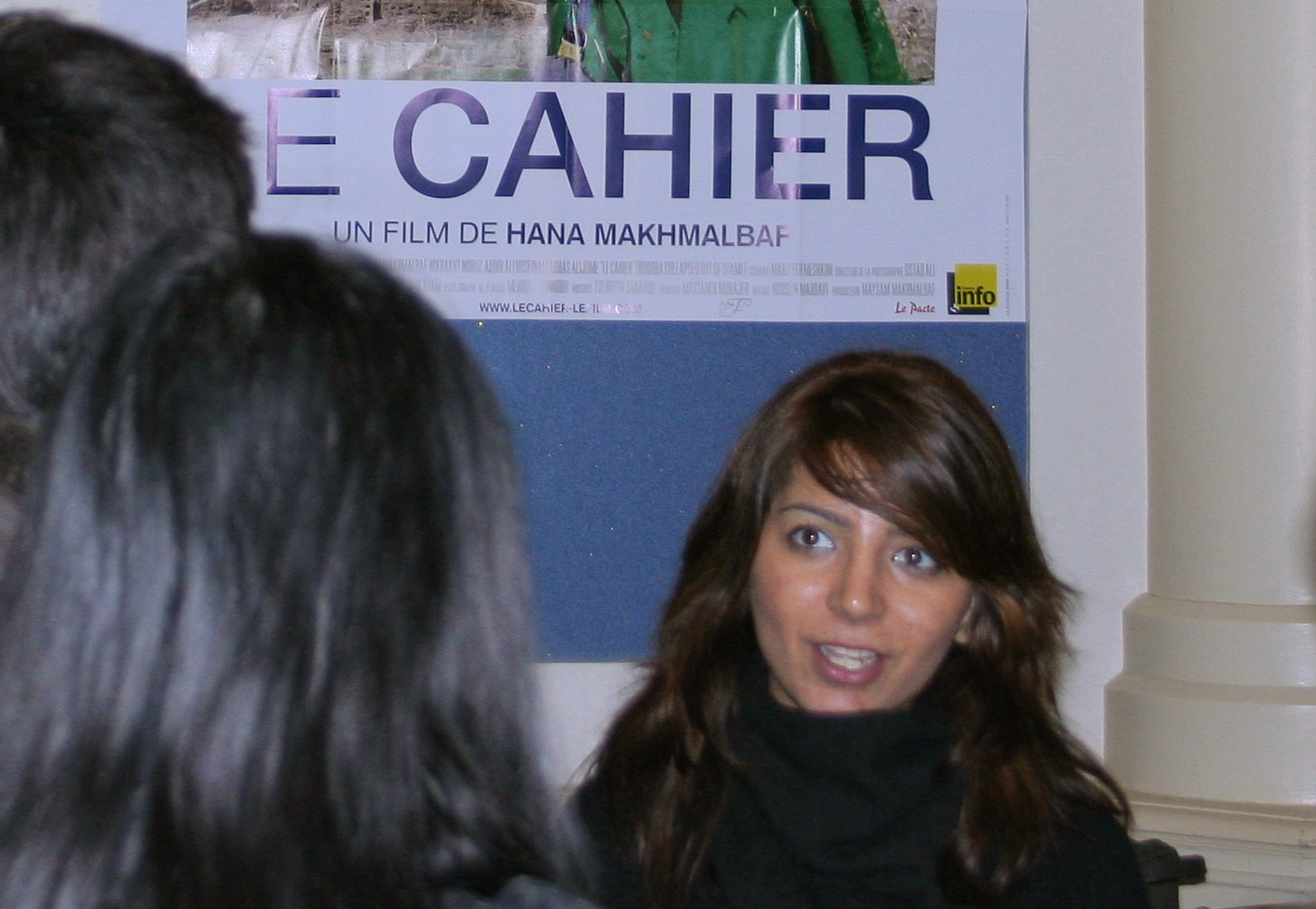

- سمیرا و هنرپیشه‌های غیر حرفه‌ای (مستندی از پشت صحنه فیلم اسب دوپا، ۱۳۸۷)
- بودا از شرم فرو ریخت (فیلم بلند، ۱۳۸۶)
- لذت دیوانگی (فیلم مستند، ۱۳۸۲)
- روزی که خاله‌ام مریض بود (فیلم کوتاه، ۱۳۷۶)
- روزهای سبز (فیلم مستند، ۱۳۸۸)

### دستیار کارگردان
- سیب (۱۳۷۶)
- سگ‌های ولگرد (۱۳۸۳) ساخته مرضیه مشکینی

### بازیگر
- نون و گلدون (۱۳۷۴)[۳]

## جایزه‌ها
برخی از مهترین جایزه‌های سینمایی حنا مخملباف از این قرارند:
- جایزه جوانترین فیلمساز جهان، جشنواره فیلم ونیز، (۲۰۰۳، فیلم لذت دیوانگی)
- جایزه ویژه هیئت داوران، جشنواره فیلم توکیو فیلمکس، (۲۰۰۳، فیلم لذت دیوانگی)
- جایزه ویژه هیئت داوران، جشنواره فیلم سن سباستین، (۲۰۰۷، فیلم بودا از شرم فرو ریخت)
- جایزه خرس بلورین بهترین فیلم کودکان، بخش فیلم‌های کودکان و نوجوانان جشنواره فیلم برلین، (۲۰۰۸، فیلم بودا از شرم فرو ریخت)
- جایزه ویژه صلح (غیررسمی، جوایز هیئت داوران مستقل)، جشنواره فیلم برلین، (۲۰۰۸، فیلم بودا از شرم فرو ریخت)[۴]
- جایزه تندیس شجاعت، فستیوال ونیز، (۲۰۰۹، فیلم روزهای سبز)[۵]